# Cheech & Chong – de korsikanska bröderna
Cheech & Chong - de korsikanska bröderna, originaltitel Cheech & Chong's The Corsican Brothers, är en amerikansk film från 1984.

## Tagline
They saw Paris. They saw France. They saw the Queen in her underpants

## Rollista (i urval)
- Cheech Marin - Corsican Brother
- Tommy Chong -Corsican Brother
- Roy Dotrice - The Evil Fuckaire/Ye Old Jailer
- Shelby Chong - Princess I
- Rikki Marin - Princess II
- Edie McClurg - The Queen
- Robbi Chong - Princess III
- Rae Dawn Chong - The Gypsy
- Jean-Claude Dreyfus - Marquis Du Hickey